# Ćwierćnuta

Ćwierćnuta

Ćwierćnuta (♩) – nuta w notacji muzycznej trwająca jedną czwartą całej nuty lub połowę półnuty, dzieląca się na dwie ósemki bądź cztery szesnastki. Ćwierćnuta oznaczana jest jako owalna wypełniona główka zasadniczo z laską z prawej strony skierowaną w górę dla nut położonych poniżej trzeciej linii lub w dół z lewej strony dla nut położonych na trzeciej linii lub wyżej.
Pauza ćwierćnutowa oznacza ciszę trwającą tyle, co ćwierćnuta.

Ćwierćnuty i pauza ćwierćnutowa na pięciolinii